# Belmont (Carolina del Nord)
Belmont è una città degli Stati Uniti d'America situata nella Carolina del Nord, nella Contea di Gaston.